# Nati nel 1299
| Questa pagina contiene informazioni ricavate automaticamente dalle voci biografiche con l'ausilio del template Bio e di un bot. L'aggiornamento è periodico e automatico e ricostruisce completamente la pagina. Se manca una persona in questa lista, sei pregato di non aggiungerla, ma accertati piuttosto che la sua voce biografica contenga il template Bio e che i dati anagrafici siano correttamente compilati. Se il template Bio manca, inseriscilo tu stesso o, in alternativa, metti l'avviso {{tmp\|Bio}} che ne segnala la mancanza. Se i dati riportati sono sbagliati, correggi direttamente la voce biografica; le modifiche saranno visibili in questa lista entro pochi giorni. Per chiarimenti vedi il progetto biografie. La lista contiene solo le 8 persone che sono citate nell'enciclopedia e per le quali è stato implementato correttamente il template Bio. Pagina aggiornata al 10 ago 2025. |

- 25 marzo - Pierre Bertrand, vescovo cattolico e cardinale francese († 1361)
- 15 ottobre - Demetrio di Tver', principe († 1326)
- 1º novembre - Elisabetta da Comyn, nobile inglese († 1372)
- 4 novembre - Alfonso IV d'Aragona, sovrano († 1336)
- Enrico il Gioioso, nobile austriaco († 1327)
- Malatesta III Malatesta, condottiero italiano († 1364)
- Maria d'Aragona, principessa († 1347)
- Nicola d'Autrecourt, filosofo e teologo francese († 1369)